# Protoclepsydrops
Protoclepsydrops é um gênero de sinapsídeo do Carbonífero Superior da América do Norte. Sua classificação é ainda duvidosa e seu relacionamento com outros pelicossauros é incerta, mas foi tentativamente inserido na família Ophiacodontidae, devido a semelhanças com o Archaeothyris.